# Apia International Sydney 2012
Das Apia International Sydney 2012 war der Name eines Tennisturniers der WTA Tour 2012 für Damen sowie eines Tennisturniers der ATP World Tour 2012 für Herren, welche zeitgleich vom 8. bis zum 13. Januar 2012 in Sydney stattfanden.